# Amt Beringstedt
Das Amt Beringstedt war ein Amt im Kreis Rendsburg und ab dem 26. April 1970 im Kreis Rendsburg-Eckernförde in Schleswig-Holstein. Es bestand ursprünglich aus den vier nachfolgend genannten Gemeinden:
1. Beringstedt
2. Maisborstel
3. Osterstedt
4. Todenbüttel

## Geschichte
Die Gemeinde Maisborstel wurde 1938 aufgelöst und in die Gemeinde Todenbüttel eingegliedert.
1970 kamen die verbliebenen drei Gemeinden in das Amt Hohenwestedt-Land.